# بركان كاباراي
كاباراي هو بركان طبقي في بوليفيا. تقع بين براكين ايسلوغا وتاتا سبايا، مباشرة شرق الحدود مع تشيلي.